# Глазенап, Григорий Иванович
Григорий Иванович Глазенап (нем. Georg Johann von Glasenapp; ок. 1750 — 1819) — генерал-лейтенант русской императорской армии. С 1815 года — сибирский генерал-губернатор. Основатель Омского (Сибирского) кадетского корпуса.

## Биография
Происходил из дворянского рода, обосновавшегося в Ливонии (Лифляндия) с 1523 года. Родился около 1750 года; источники приводят год рождения в интервале 1749—1751 годов. Получил хорошее для того времени образование; кроме основных наук он знал хорошо иностранные языки.
С  14 июля 1764 года начал службу в 3-м гренадерском полку и через три месяца, 18 сентября, был произведён в подпрапорщики. Спустя год, 18 сентября 1765 года, Глазенап был уже сержантом. Но служебную карьеру делал чрезвычайно медленно. Пробыв около шести лет в нижних чинах, был произведён 1 января 1770 года в прапорщики в Симбирский мушкетёрский полк. Это совпало с войной с турками. Симбирский полк входил в состав армии графа Румянцева и Глазенап участвовал в сражениях — близ Рябой Могилы (17 июня), при Ларге (7 июля) и под Кагулом (21 июля); 1 января 1771 года он был произведён в подпоручики и 24 числа того же месяца — в поручики Старооскольского мушкетерского полка. В этом же году Глазенапу пришлось участвовать в неудачном приступе к Журже (7 августа), в сражении под Бухарестом (22 сентября) и в занятии Журжи (24 сентября).
В 1773 году Глазенап, переведённый в лейб-Кирасирский полк, принимал участие в сражениях при Силистрии и Карасу. С 24 сентября 1776 года — ротмистр; 29 августа 1784 года был произведён в секунд-майоры.
С началом второй турецкой войны, Глазенап сделал кампанию 1789 года, в которой часто командовал отрядом легких войск. Неся аванпостную службу по реке Прут, он, между прочим, отбил у турок 1127 семейств крестьян и поселил их на реке Глане. В сентябре Глазенап участвовал в сражениях при Цыганке, при Санге и Салкуце и под Измаилом. 14 сентября, будучи откомандирован с тремя сотнями арнаут в местечко Карнатохе-Красне, заставил засевших там турок числом в 500 человек отступить к судам и несмотря на подкрепление, в количестве 5 кораблей и 12 судов, не допустил их к высадке. С 16 по 25 ноября, находясь в корпусе генерал-поручика Михельсона, часто тревожил неприятеля небольшими стычками. За отличие в этих делах он был произведён в премьер-майоры, а 9 октября 1792 года — в подполковники, с переводом в Орденский кирасирский полк, из которого 15 марта 1795 года был переведён в Нежинский карабинерный полк.
26 ноября 1795 года Глазенап получил орден св. Георгия 4-го класса за беспорочную выслугу 25 лет в офицерских чинах (№ 1236 по списку Григоровича — Степанова). 21 марта 1797 года он по собственному желанию переведён в Ямбургский кирасирский полк.
Возвышение Глазенапа началось в царствование императора Павла после почти 30-летней службы в офицерских чинах. 15 июля 1798 года он произведён в полковники, 18 октября того же года — в генерал-майоры. 9 января 1799 года назначен шефом драгунского, своего имени, полка, который ему поручено было сформировать в Харькове. Однако Глазенап не успел ещё докончить его формирование, как получено было Высочайшее повеление об упразднении полка, а сам он остался за штатом и 4 марта 1800 года уволен от службы генерал-лейтенантом. 17 марта 1801 года Глазенап был вновь принят на службу и 30 марта назначен шефом вновь сформированного Нижегородского драгунского полка.
14 октября 1803 года Глазенапу был пожалован алмазный перстень с вензелем Его Величества, а 13 ноября того же года он назначен инспектором кавалерии Кавказской инспекции и командующим войсками на линии с оставлением шефом Нижегородских драгун.
29 марта 1804 года он вступил в командование войсками Кавказской линии. Дальнейшая служба Глазенапа на Кавказе была полна тревог и боевых опасностей. В своих письмах Глазенап очень ярко характеризует как положение дел на Кавказе, так и дух самих горцев, у которых «мир — означает робость и слабосилие», которые «не ведают ни чести, ни совести, ни жалости». «Война, — по свидетельству Глазенапа, — была не опасна для полков и отрядов, но гибельна для солдат и казаков, которые отваживались отделиться поодиночке за какою-нибудь надобностью». Вот почему, тогдашняя служба на линии, по его словам, требовала «недреманности, искусных стрелков, наездников и самую легкую артиллерию, по узким горным тропинкам удобно провозимую».
Первым важным делом, порученным Глазенапу главноначальствующим князем Цициановым, было наказание кабардинцев за то, что они на Беломечетском посту вырезали казаков и беспрестанно тревожили сторожевые посты. Глазенап и сам считал необходимой эту экспедицию, ибо «на азиатцев человеколюбие и амнистия не производят ничего доброго: они принимают это за знак слабости и трусость». 3 мая 1804 года отряд Глазенапа из 1750 человек пехоты, драгун и казаков выступил из станицы Прохладной. 9 мая он, перейдя реку Баксан, стал лагерем на равнине. Полторы тысячи кабардинцев вскоре подошли к лагерю. Высланные против них казаки завязали с ними перестрелку, но горцы, узнав о приближении отряда генерал-майора Леццано, отступили. Глазенап перешёл к реке Чегем, и 14 мая, пройдя 6 верст от переправы через Чегем, встретил до 11000 кабардинцев, чеченцев и других горцев. Они укрылись в укрепленных аулах. После семичасового боя неприятель бежал в горы, а аулы были сожжены. 19 мая к Глазенапу явились владельцы, уздени и эфендии Большой Кабарды с покорностью и просьбою о пощаде. 22 мая он вернулся в Прохладную.
В июне Глазенапу снова пришлось идти в Кабарду; 20 июня, наскоро собрав отряд, он выступил за реку Малку, в помощь отряду генерал-майора Дехтерева, который был окружён кабардинцами и отступил за Малку. Кабардинцы вступили в переговоры. Между тем один из кабардинских князей бежал за Кубань и поднял там мелкие горские племена, которые и напали на посты линии. Поэтому 27 июня Глазенап поспешил из Кабарды для их усмирения. Кабардинцы снова заволновались, но 30-го Глазенап внезапно возвратился и принудил их смириться. В награду за благоразумные и деятельные распоряжения Глазенапа рескриптом от 21 июля 1804 года Государь изъявил ему «совершенное своё удовольствие», а 23 августа пожаловал ему орден Св. Владимира 2-й степени.
Осенью того же года Глазенап получил приказание во что бы то ни стало открыть сообщение с Грузией и с этою целью отправить через Дарьяльское ущелье отряд; 17 сентября выступил отряд генерал-майора Несветаева из Владикавказа и, встречая на каждом шагу препятствия, прошёл по Военно-грузинской дороге. Получив в конце ноября подкрепление, Глазенап составил два отряда для наказания закубанских горцев; во главе одного отряда стал он сам, а другой поручил генерал-майору Лихачёву. В ночь на 3 декабря отряд Глазенапа выступил в поход, к рекам Большому и Малому Зеленчукам, 5-го Глазенап соединился с отрядом Лихачёва и двинулся к реке Большой Лабе, гоня неприятеля и уничтожая аулы; 12 декабря бесленейцы явились к Глазенапу с повинной и 14-го присягнули на верность России. После этого он пошёл обратно и, прибыв 8 января 1805 года на Баталпашинскую переправу, распустил отряд. Во всеподданнейшем своем докладе от 22 января Глазенап выражал надежду, что теперь Кавказская линия будет покойна «на многие годы». За «отличную деятельность, усердие и благоразумные распоряжения» он был награждён 1 марта 1805 года орденом св. Анны 1-й степени с алмазными знаками.
После усмирения горцев Глазенапу пришлось воевать с другим врагом — чумой, губившей русские войска. Рядом энергичных мер он остановил развитие эпидемии.
8 февраля 1806 года был изменнически убит главнокомандующий края князь Цицианов, и Глазенапу Высочайше повелено было вступить в управление всем краем. Со смертью князя Цицианова покорённые им народы заволновались: персы, собрав значительное войско, готовились вытеснить русских из Закавказья; началось движение в областях, населенных мусульманами, горцы участили свои набеги. В таком положении находились дела, когда Глазенап принял начальствование над краем, но, несмотря на эти затруднения, он успешно управлял краем до прибытия нового главноуправляющего, графа Гудовича.
Не теряя времени, Глазенап предписал четырём генералам составить отряды для отражения нашествия персиян, а сам решил идти на Дербент и Баку. Цель похода хранилась в глубокой тайне и сообщена была Глазенапом только двум—трём лицам. Сделано было им распоряжение, чтобы Каспийский флот с провиантом и осадной артиллерией был в известный срок на Дербентском рейде.
В конце апреля 1806 года отряд перешёл границу и, простояв здесь около месяца, в исходе мая двинулся далее. 2 мая Глазенап стал лагерем у Додручкова поста, чтобы воспрепятствовать вторжению в Грузию Казикумухского хана и обеспечить левый фланг Кавказской линии, 3 июня он выступил в Дагестан. По мере приближения Глазенапа к Дербенту, граждане этого города заволновались, и вскоре вспыхнул бунт: нелюбимый хан поспешил оставить город. 21 июня к Глазенапу в лагерь при Куцу прибыли депутаты Дербента с заявлением покорности, 22-го Лихачёв занял ханский Нарын-Калэ, а 23-го Глазенап прибыл к Дербенту и принял ключи крепости; жители приведены были к присяге императору Александру І. За занятие Дербента Глазенап получил бриллиантовую табакерку и пенсию в 3000 рублей.
Между тем, отправленные Глазенапом отряды для вытеснения персиян удачно исполнили возложенное на них дело и оттеснили неприятеля в Персию. В это же время жители городов Кубы и Баку принесли повинную. Между тем назначен был новый главнокомандующий граф Гудович, не любивший Глазенапа с давних пор. Он приказал Глазенапу сдать отряд генералу Булгакову. Исполнив приказание 26 августа, Глазенап уехал в отпуск, а затем вернулся к месту своей службы.
Зима 1806 года прошла спокойно, если не считать мелких черкесских разбоев. 27 января 1807 года ему повелено было состоять по армии, а 4 февраля он назначен инспектором Сибирской инспекции и начальником Сибирской линии.
В Сибири деятельность Глазенапа была направлена на мирное развитие края и благоустройство Сибирского казачьего войска.
Тяжелое чувство испытал Глазенап по прибытии на место назначения, в Омск. Вместо привычного порядка в войсках, здесь он увидел полную распущенность; многие офицеры ходили по лагерю в халатах. Пришлось немедленно начать подтягивать войска. Глазенапу, как инспектору Сибирской инспекции, были подчинены войска, растянутые от Тобольска до Камчатки. Таким образом открывалось для него широкое поле деятельности.
За выводом в Россию армейских полков, он принялся за переформировку и усовершенствование оставшихся гарнизонных войск и добился того, что сибирские полки неоднократно успешно выдерживали натиск французской кавалерии в 1812 году.
Большое внимание Глазенап обратил и на школы кантонистов. В своей омской школе Глазенап бывал ежедневно и старался возможно лучше упорядочить преподавание и, между прочим, применил метод взаимного обучения Беля и Ланкастера ещё в 1810 году, когда в остальной России об этом и понятия не имели.
В то же время Глазенап не переставал содействовать оживлению азиатской торговли; начались сношения с китайскими пограничными городами Чугучаком и Кульджой. В 1819 году в Санкт-Петербург прибыло посольство от Большой киргизской орды с просьбой принять её в подданство России. Глазенап представил выгоды, какие могут от этого произойти: граница подвинется на 500 вёрст в степь, караваны будут в безопасности, можно будет воспользоваться ископаемыми богатствами края. Немалую роль, для успеха торговли в крае, оказало устройство Глазенапом образцовых казачьих войск, благодаря чему совершенно прекратились набеги киргизов, дороги очистились и стали совершенно безопасны; 30 апреля 1811 года «за деятельность и усердие в открытии новыми путями с Азиею торговли» Александр I пожаловал Глазенапу табакерку с Высочайшим вензелем; в следующем году, 26 марта, за «долговременную и отличную службу и за успешное образование Сибирского казачьего войска» Глазенап был пожалован орденом Св. Александра Невского.
После уничтожения инспекций Глазенап был назначен 25 декабря 1815 года командиром отдельного Сибирского корпуса и Сибирским генерал-губернатором.
Скончался в Омске 26 февраля (10 марта) 1819 года. Похоронен на немецком участке Бутырского кладбища в Омске.
Подчинённые увековечили память покойного, поставив в 1826 году на его могиле на средства, собранные между собой, мраморный памятник-пирамиду с бронзовыми украшениями и фамильным гербом. На одной из четырёх сторон пирамиды помещена следующая эпитафия:

Он действовал как муж, жил как дитя счастливый;
Неправду он всегда неправдою считал,
Но сердце доброе, рассудок справедливый
На пользу родине счастливо сочетал.
Не славы громких дел искал в полезной жизни,
Старался кротостью привлечь к себе сердца,
И имя чистое взял в гроб без укоризны!
Здесь дети погребли прах доброго отца.

В 1860-х прах Г. был перенесен на новое кладбище. Могила не сохранилась.

## Воинские звания
- В службу вступил (14.06.1764)[4]
- Подпрапорщик (18.09.1764)
- Сержант (18.09.1765)
- Прапорщик (01.01.1770)
- Подпоручик (01.01.1771)
- Поручик (24.01.1771)
- Ротмистр (24.09.1776)
- Секунд-майор (29.08.1784)
- Премьер-майор (29.09.1789)
- Подполковник (09.10.1792)
- Полковник (15.07.1798)
- Генерал-майор (18.10.1798)
- Генерал-лейтенант (04.03.1800)

## Награды
- Орден Святого Георгия 4 ст. за 25 лет службы в офицерских чинах (30.11.1795)[4]
- Алмазный перстень с вензелем Имени Его Величества (14.10.1803)
- Орден Святого Владимира 2 ст. (22.08.1804)
- Орден Святой Анны 1 ст. с алмазами (01.03.1805)
- Табакерка, украшенная бриллиантами «за покорение Дербента» (1806)
- Табакерка с вензелем Имени Его Величества «за деятельность и усердие в открытии новых путей торговли с Азией» (30.04.1811)
- Орден Святого Александра Невского «за долговременную и отличную службу и за успешное образование Сибирского линейного казачьего войска» (26.03.1812)

## Семья
Был женат на Теофиле Крыжановской. Их дети:
- Игнатий (Johann; 178. — 27.07.1812, под Витебском); за отличие в сражении при Фридланде 20 мая 1808 года был награждён золотой саблей с надписью «За храбрость»[5]
- Мария (1792 — после 1849), прозванная в петербургском обществе «княгиней Мегерой», жена князя П. П. Гагарина, впоследствии председателя Кабинета министров.
- Александр (1793—1866) — генерал-лейтенант (1847), женат на Марии Бугаевской или Богаевской;
- Каролина (16.11.1797, фрейлина двора, замужем (с 17 января 1827 года) за статским советником князем Телемахом (Фёдором) Александровичем Ханджери (1797—1850). Венчались в Придворном соборе Зимнего дворца[6]. Их сын Николай Ханджери (6.12.1836—1900) принял прусское подданство, был камергером прусского двора; на нём род Ханджери закончился.

Второй раз женился на вдове, Марии Яковлевне Боярской.